# Kenneth Baker (katolikus pap)
Kenneth Baker (Tacoma, Washington, 1929. november 12. –) katolikus pap, a jezsuita rend tagja. Korábban teológiaprofesszor, a Seattle-i Egyetem rektora, valamint a Homiletic and Pastoral Review című folyóirat szerkesztője volt.

## Élete
Baker 1929. november 12-én született Tacomában Catherine és Kenneth Baker Sr. gyermekeként. A nagy gazdasági világválság következtében szülei elváltak, Baker anyai nagyszüleihez, Mary és Daniel Browne-hoz került, ahol azok két legfiatalabb gyermekével (nagynénjével és nagybátyjával) élt együtt. Szüleivel később alig tartotta a kapcsolatot. Daniel Browne dokkmunkásként dolgozott; 1900-ban érkezett Új-Skóciából Spokane térségébe, 1920-ban pedig az új tacomai kikötőhöz költözött.
Családjában egyedül nagyanyja volt katolikus, aki a Szent Leó Egyházközség iskolájába íratta. Ötévesen keresztelték meg; akkor szerinte „ez csak az iskolakezdés része” volt.

### Beiskolázása
Az intézményt a ferences rend működtette. Bakert kezdetben nem érdekelte a hivatás: amikor osztályát megkérdezték, ki szeretne pap lenni, egyedül ő nem tette fel a kezét. Sokszor bajba került, így Augustine Krebsbach atyánál rendszeresen gyónnia kellett.
Később a Bellamine Középiskolában szeretett volna továbbtanulni, azonban nagyapja sztrókja miatt elvesztette állását, így a család egyedüli bevétele a nagyanyja által szakácsként keresett heti hat dollár volt. Étterem-tulajdonos nagybátyja kifizette az első tanév nyolcvan dolláros díját, majd Bakernek állást ajánlott, aki kezdetben mosogatóként, később krumplisütőként dolgozott. Keresetéből 16 évesen autót vásárolhatott. A második világháborúban számos katona volt az étterem vendége, akiknek a felszolgálónők mellékkeresetként szexuális szolgáltatásokat nyújtottak.
Szabadidejében az iskolai bálok rendszeres vendége volt. Harmadik osztályban csatlakozni kívánt a haditengerészethez, valamint tovább akart tanulni. Nagyböjt idején naponta misén vett részt. Meg akarta nyerni az iskolatanácsi választást, ezért egy barátjának öt dollárt fizetett, hogy repülőről a kampányát támogató röplapokat szórjon szét. A szél a lapokat a sportpályára fújta, ahol az igazgató vele szedette össze; a választást nem nyerte meg.
Negyedik osztályban párkapcsolata lett, amikor az iskola javasolta, hogy lépjen be a jezsuita rendbe. A szabályokat nem ismervén 1947. augusztus 15-én megkezdte kétéves próbaidejét.

### Papi képzés
1949-ben Mária mennybemenetelének ünnepén elköteleződött a papi hivatás iránt, és elkezdte a tizenegy éves képzést, melynek első két évében ókortudományi, majd három évig filozófiai tanulmányokat folytatott. A spokane-i Gonzaga Előkészítő Iskolában latint oktatott.
Elöljárójának felajánlását elfogadva az Innsbrucki Egyetemen folytatta tanulmányait, ahol megtanult folyékonyan németül beszélni, és profi síelő lett. 1960. július 26-án az innsbrucki Szentháromság-templom plébánosává nevezték ki, 1961-ben pedig licenciátusi fokozatot szerzett.
Washington államba visszatérvén felkészült, hogy képzésének záró szakaszába lépjen, azonban felkérték, hogy a Gonzaga Egyetem óraadója legyen; itt logikát, valamint emberi és isteni filozófiát tanított. Tanulmányait végül 1963-ban fejezte be. 1967-ben a Marquette Egyetemen doktori fokozatot szerzett, majd a Gonzaga Egyetem teológiai tanszékének munkatársa lett.

## Pályafutása

### A Gonzaga Egyetem oktatójaként
A Gonzaga Egyetemre visszatérve úgy érezte, hogy a papok és apácák hite háttérbe szorult, és titokban „sörpartikon” vesznek részt, így vizsgálatot indított.
A pápa szigorúbb követéséért kampányolva a teológiai tanszék vezetője lett; alapelve a „mindkét kezünk a pápa körül” volt. 1968 nyarán VI. Pál pápa a születésszabályozást ellenző doktrínát adott ki; ezt az észak-amerikai katolikus egyetemek egy része ellenezte, a Gonzaga vezetősége azonban kiállt az abban megfogalmazottak mellett. Baker az útmutatást prédikációiban is méltatta.
Miközben a katolikus intézmények egyre inkább szekularizálódtak, Baker inkább a jezsuita szolgálat megszilárdításán dolgozott; a Seattle-i Egyetem nyitómiséjén előadott elveit nagy figyelem övezte.

### A Seattle-i Egyetem rektoraként

#### Beiktatása
1969 novemberének végén felkérték, hogy töltse be a Seattle-i Egyetem hamarosan megüresedő rektori pozícióját. Elődjének irányítása alatt a hallgatói létszám növekedését túlbecsülték, így különféle hitelekből nagyszabású építkezésekbe kezdtek, amelyek az egyetemet adósságba sodorták. A pénzügyi problémák mellett az új rektornak a hallgatók lázadását is kezelnie kellett: a vietnámi háború kezdetén a diákok többsége a háború mellett volt, azonban a Tết-offenzívát követően tüntetések kezdődtek, amelyek a kadétképző jelenléte miatt nagy problémát jelentettek.
Korábban a színes bőrű hallgatók intézményesült rasszizmussal vádolták az egyetemet, mivel nem finanszírozták a színes bőrűek diáktalálkozójának megrendezését. Bobby Davis szóvivő szerint a csak fehérekből álló rendezvényszervező bizottság egy olyan, csak fehérekből álló csoportot bízott meg a rendezvény megszervezésével, akik a színes bőrűeknek biztosított alkalomra csak a fehérek számára releváns programokat szántak. A finanszírozás elmaradása miatt a fekete bőrű kosárlabda-játékosok bojkottot helyeztek kilátásra, amelyre nem került sor. 1970. január 19-én bomba robbant, amely jelentős szerkezeti károkat okozott a bölcsészettudományi és a Garrand épületekben.

#### Regnálása
A „gazdasági és politikai konzervativizmusáért” választott Bakert 1970. február 1-jén iktatták be az intézmény 17. vezetőjeként. Ő az egyetem ötödik rektora (1936 előtt a vezetőt adminisztrátornak nevezték).
Első intézkedéseivel a különböző követelések ellenére jelentős megszorításokat vitt végbe. A The Spectator hallgatói lapnak adott interjújában elmondta, hogy „az egyetem nem egy nagy, kövér tehén több száz tőggyel, amelyeket minden csoport a végtelenségig fejhet. Mindenkinek a megmaradt kevés tejből kell élnie, miközben rengeteg az éhes száj”. Egyes oktatók és hallgatók szerint a megszorítások diszkriminatívak és elfogultak voltak.

##### A vietnámi háború elleni tiltakozások
A kambodzsai megszállás és a Kenti Állami Egyetemen történt lövöldözés hatására az intézményben zavargások törtek ki, amelyekért a rektor szerint profi agitátorok voltak a felelősek. 1970 márciusában Barry Goldwater republikánus szenátor látogatása idején a Xavier épületet felgyújtották. A rektor több halálos fenyegetést is kapott, így három héten át 24 órás rendőri felügyelet alatt állt. Irodáját egyszer feldúlták, máskor pedig hallgatók egy csoportja túszul ejtette, azonban követeléseiket megvalósíthatatlannak találta, így azokat nem teljesítette.

##### Rasszizmus
1970 tavaszán William Cooley, a személyzeti ügyekért felelős bizottság elnöke kijelentette, hogy a campust „áthatja a rasszizmus”. Dr. Anita Yourglich, a szociológia tanszék elnöke egy megüresedett pozícióra keresett jelentkezőket: egyikük az egyetemen végzett Ray Napierkowski, a másik pedig William Hodge, a Washingtoni Egyetem fekete bőrű tanársegédje, aki szociológia mesterszakon végzett. A választás Napierkowskira esett; ugyan a munkatársak próbálták meggyőzni Yourglichet, hogy gondolja át döntését, ő megerősítette azt. Ez az oktatókban és a hallgatókban is ellenérzéseket váltott ki.
A The Spectatornak adott interjúban Yourglich elmondta, hogy elsősorban a jelöltek alkalmasságát vette figyelembe, azonban az újság szerkesztői szerint jelentős szakadék tátong a fehér és színes bőrű oktatók száma között.

##### Az 1970-es demonstráció
1970. május 15-én reggel 6:45-kor több mint 150 fős, az egyetem afroamerikaiak esélyegyenlőségéért küzdő bizottságának tagjaiból, más hallgatókból és a város közösségi főiskolájának diákjából álló csoport demonstrációba kezdett. Egyesek William Hodge felvételét követelték, míg mások a kambodzsai megszállás miatt aggódtak, és a kadétképző feloszlatását szerették volna. A tüntetők eltorlaszolták a gyakorlatokon használt fegyverek tárolására használt épület bejáratát; a konfliktusok elkerülése érdekében a kadétok más útvonalon haladtak. A demonstrálók később a Pigott épülethez vonultak; néhányan a zászlórúdra másztak, és fejre állították az amerikai zászlót.
A rektor kezdetben szimpátiájáról biztosította a tüntetőket, azonban a zavargások kitörésekor megtiltotta az engedély nélküli demonstrációkat. A fekete hallgatók találkozót kértek Bakertől; miután a rektor elutasította őket, 1970. május 18-án betörtek irodájába, és feldúlták a bútorokat. Másnap öt résztvevő hallgatót (köztük Emile Wilsont) elbocsátottak. Május 20-án diákok és külső személyek részvételével háromszáz fős demonstrációt tartottak; az egyetemi étkezőben okozott károk miatt hat személyt őrizetbe vettek.
Baker a helyi sajtónak elmondta, hogy nem engedi az anarchikus törekvéseket. Később az elbocsátott hallgatókat visszavették, a Wilson elleni vádakat pedig ejtették.

#### Lemondása
A rektor hallgatók elleni fellépésével nem mindenki értett egyet: többen elbocsátását követelték, így 1970. november 1-jén távozott posztjáról. Leköszönésekor üzent a demonstráló hallgatóknak is: „ugyan nem mindenben értettünk egyet, tisztelem az önök évek alatt kialakult érettségét”. Baker távozását követően utódja Louis Gaffney lett, aki további megszorításokat hajtott végre, a tanszékeket pedig átszervezte.
Az 1972. május 6-án robbant bomba betörte a kadétképző ablakait, és jelentős károkat okozott a homlokzatban. Baker a radikalizmus elleni fellépése miatt meghívást kapott William F. Buckley Jr. tévéműsorába.

### A Homiletic and Pastoral Review főszerkesztőjeként
Baker 1970-ben a később papi jogaitól megfosztott Daniel Lyonsnak segített annak éttermében. Lyons javasolta a csődközelben lévő Homiletic and Pastoral Review felvásárlását, amelyet a jezsuita rend engedélyezett, így az új tulajdonos a cégalapítást követően New Yorkba utazott feladatainak ellátására. A tulajdonában lévő lap új száma 1971-ben jelent meg.
A pápai doktrína mellé álló, konzervatív lapot számos pap méltatta; szerintük a folyóirat „fény az éjszakában”. Az 1974-ben alapított Catholic Views Broadcasts, Inc. több mint száz rádióadón közvetített műsorában katolikusok társadalmi problémákat érintettek. 1975-ben Lyons felhagyott hivatásával, így helyét Baker vette át. Az 1978-ban alapított Key to Happiness magazinnak hamarosan huszonötezer előfizetője lett.
Baker később a Kínai Kommunista Párt által Kínából kitiltott Paul Yu Pin bíborostól irodát kapott. Megismerte a kínai konyhát, majd Paul Chan atyával a kínai éttermekről szóló könyvet adott ki.
Három közösségi televízióadón is katolikus műsorokat indított, később pedig Rómában részt vett a püspöki szinóduson és a püspökök éves találkozóján is. 2010-ben lemondott a Homiletic and Pastoral Review főszerkesztői posztjáról; utódja David Vincent Meconi atya lett. Lemondását követően is részt vett a szerkesztői munkában: vezércikkeket és könyvbemutatókat írt.

## Írói és fordítói pályafutása
- 1962-ben lefordította XVI. Benedek pápa és Karl Rahner könyvét németről angolra.[7]
- 1973-ban a filozófiai szótárat az amerikai viszonyokhoz igazította.[8]
- 1983-ban megjelent a Fundamentals of Catholicism három kötete.
- 1990-ben kiadták a The Homiletic and Pastoral Review-ban 1971 és 1981 között megjelent vezércikkeinek gyűjteményét.
- 1998-ban megjelent a katolikus tematikájú szobrokat bemutató Inside the Bible: A Guide to Understanding Each Book of the Bible.[7][10]
- 2012-ben kiadták a Doctrinal Sermons on the Catechism of the Catholic Church és The Will of God: Finding and Fulfilling Your Purpose in Life című műveket.
- 2013-ban publikálták a laikusoknak szánt Jesus Christ – True God and True Man: A Handbook on Christology kézikönyvet.
- 2014-ben angolra fordította Karl Rahner spirituális gyakorlati útmutatóját.

## Televíziós tevékenysége
1980 végén két televíziócsatornát alapított, amelyek az Eternal Word Television Network (EWTN) műsorai mellett saját programokat is sugároztak. A Catholic Views Broadcast vezetőjeként 1987-ben Illinois, 1989-ben pedig Minnesota államban alapított tévéadót; előbbit 2005-ben eladta, a tévé az új tulajdonos irányítása alatt pedig már nem vallási, hanem kisebbségi tematikájú műsorokat sugárzott. 2009-ben a minnesotai adót is értékesítette, azonban az továbbra is vallási tematikájú maradt.
Baker az EWTN Mother Angelica Live műsorának tizenhárom epizódjában, továbbá a Szentháromságot és az Ótestamentumot bemutató adásokban is szerepelt.

## Fordítás
- Ez a szócikk részben vagy egészben  a   Kenneth Baker (Jesuit) című angol Wikipédia-szócikk fordításán alapul.  Az eredeti cikk szerkesztőit annak laptörténete sorolja fel. Ez a jelzés csupán a megfogalmazás eredetét és a szerzői jogokat jelzi, nem szolgál a cikkben szereplő információk forrásmegjelöléseként.